# Marcillé-Robert
Marcillé-Robert (bretonisch: Marc’helleg-Roperzh, Gallo: Marcilhae-Robèrt) ist eine französische Gemeinde mit 994 Einwohnern (Stand: 1. Januar 2022) im Département Ille-et-Vilaine in der Region Bretagne; sie gehört zum Arrondissement Fougères-Vitré und zum Kanton La Guerche-de-Bretagne. Die Einwohner werden Marcilléens und Marcilléennes genannt.

## Geographie
Marcillé-Robert liegt etwa 29 Kilometer südöstlich von Rennes. Der Zusammenfluss der Flüsse Seiche und Ardenne bilden den Stausee von Marcillé (Étang de Marcillé). Umgeben wird Marcillé-Robert von den Nachbargemeinden Moulins im Norden, Bais im Nordosten, Visseiche im Osten, Retiers im Süden, Le Theil-de-Bretagne im Südwesten, Essé im Westen sowie Boistrudan im Westen und Nordwesten.

## Bevölkerungsentwicklung
| Jahr          | 1962 | 1968 | 1975 | 1982 | 1990 | 1999 | 2006 | 2013 | 2020 |
| Einwohner     | 1048 | 983  | 943  | 837  | 837  | 856  | 922  | 973  | 947  |
| Quelle: INSEE |      |      |      |      |      |      |      |      |      |

## Sehenswürdigkeiten
- Kirche Saint-Ouen aus dem 17. Jahrhundert mit Kanzel (Monument historique)
- Burgruine aus dem 15. Jahrhundert, 1595 zerstört, seit 2017 als Monument historique eingeschrieben
- Schloss aus dem 19. Jahrhundert

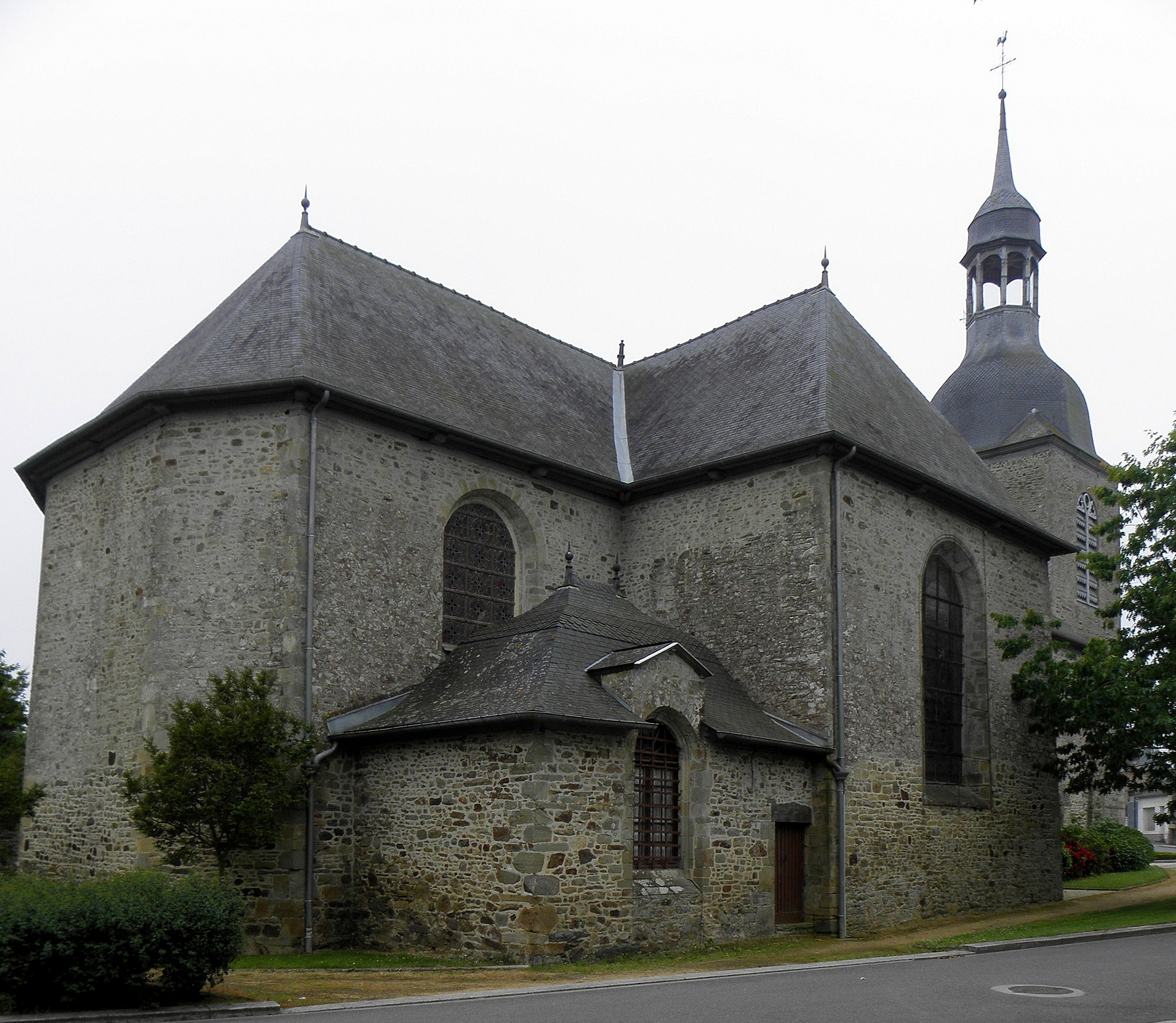
Kirche Saint-Ouen
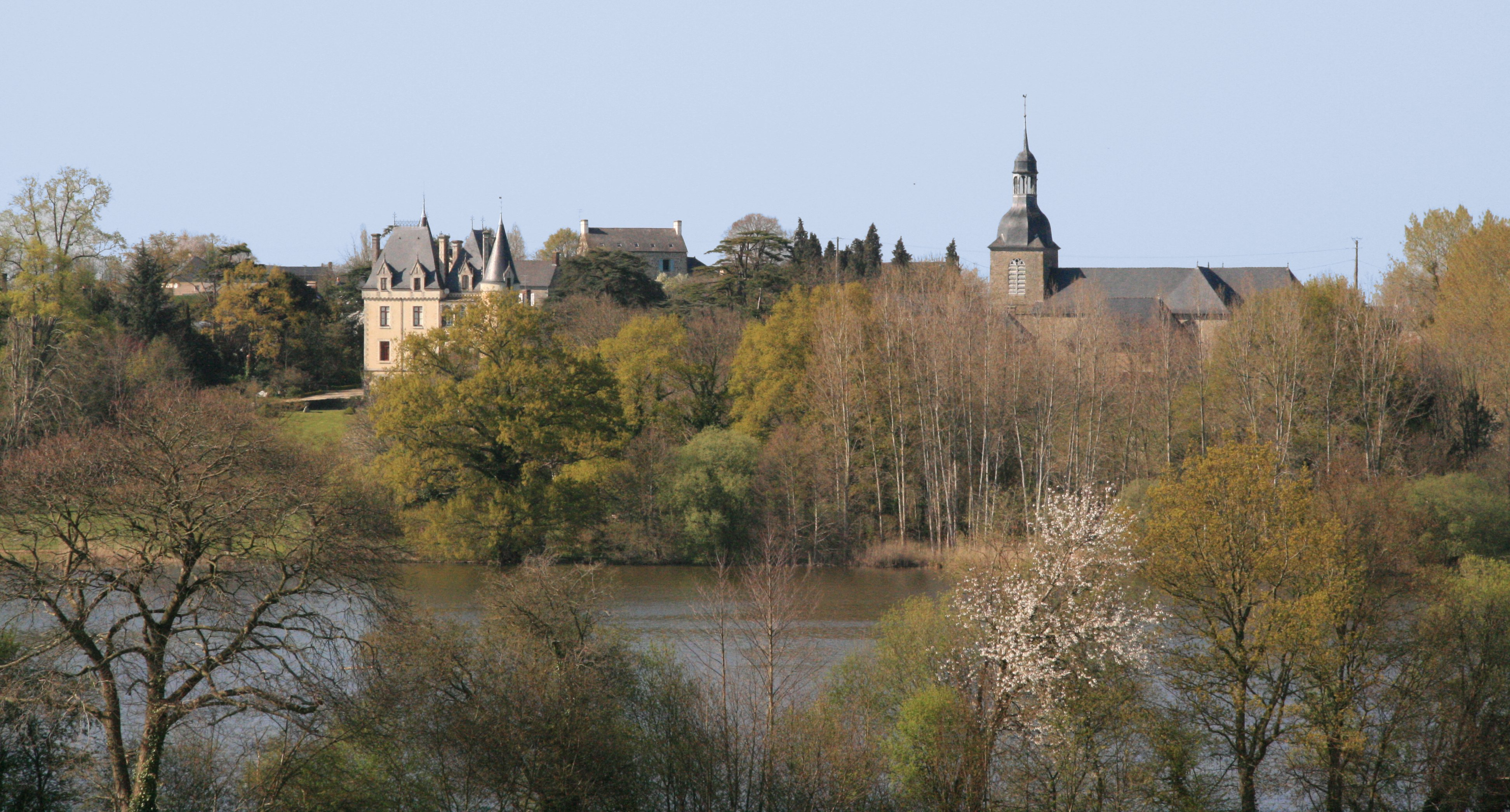
Blick auf Schloss und Kirche
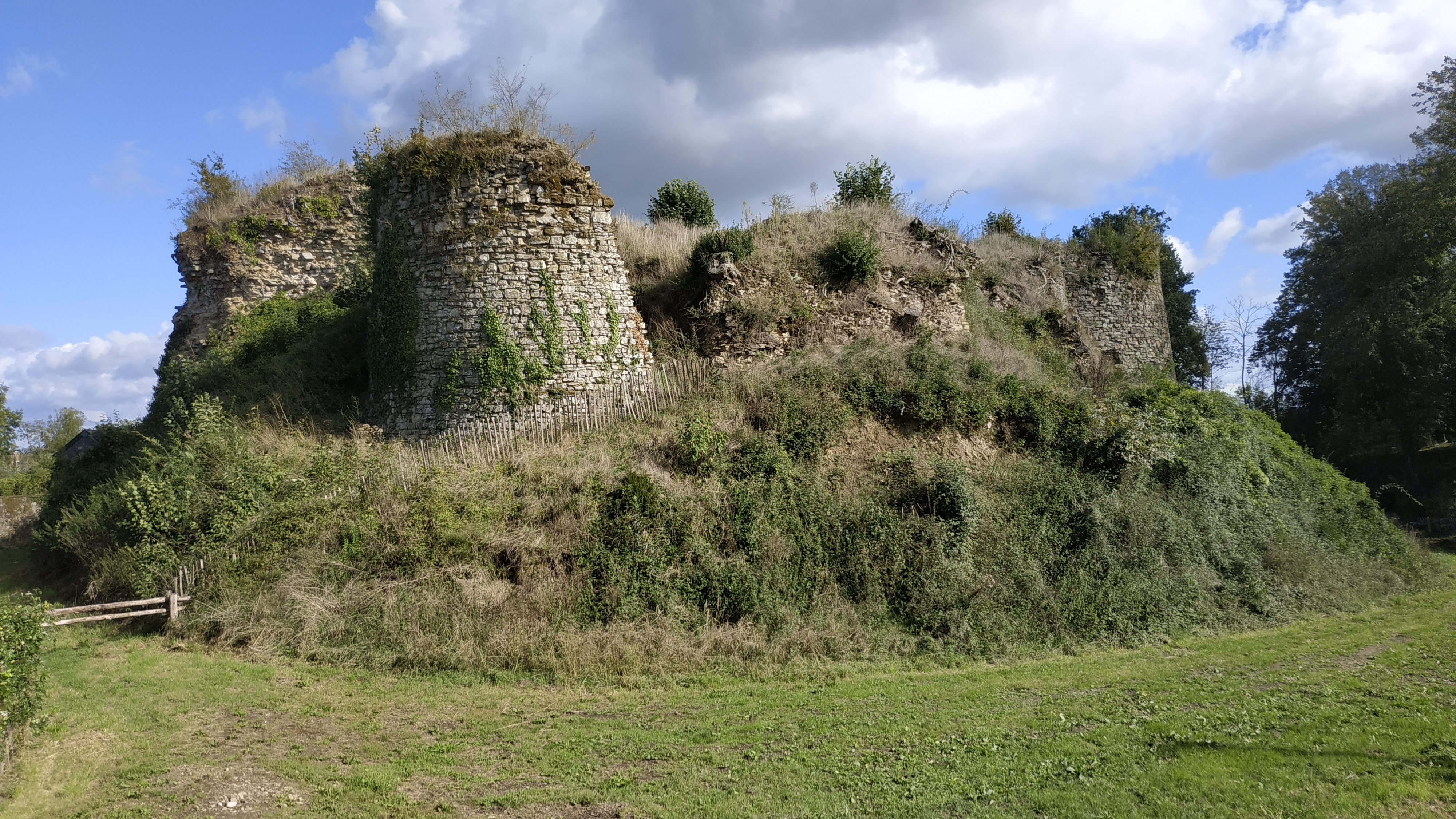
Burgruine

## Persönlichkeiten
- Auguste Pavie (1847–1925), Entdecker und Diplomat